# Croz
Croz är det fjärde studioalbumet med David Crosby. Albumet släpptes den 28 januari 2014 av Blue Castle Records. Det är Crosbys första studioalbum på 20 år. David Crosbys återföreningar med Stephen Stills, Graham Nash och ibland Neil Young har fått mest uppmärksamhet, men Crosby dök också upp på David Gilmours 2006-album On an Island, och mer anmärkningsvärt arbetade han ofta med sin son James Raymond i ett band som heter CPR (David Crosby, Jeff Pevar, James Raymond). Raymond är Davids främsta samarbetspartner på Croz. Albumet innehåller gitarrsolo av Mark Knopfler och trumpetsolo av Wynton Marsalis.

## Låtlista
1. "What's Broken" (James Raymond) – 3:48
2. "Time I Have" (David Crosby) – 3:49
3. "Holding On to Nothing" (David Crosby/Sterling Price) – 3:41
4. "The Clearing"	(James Raymond) – 4:00
5. "Radio" (David Crosby/James Raymond) – 3:45
6. "Slice of Time" (David Crosby/Marcus Eaton/James Raymond) – 4:16
7. "Set That Baggage Down" (David Crosby/Shane Fontayne) – 4:01
8. "If She Called" (David Crosby) – 4:59
9. "Dangerous Night" (David Crosby/James Raymond) – 5:57
10. "Morning Falling" (David Crosby/James Raymond) – 3:41
11. "Find a Heart" (David Crosby/Marcus Eaton/James Raymond) – 5:04

## Medverkande
Musiker
- David Crosby – sång, elektrisk gitarr (spår 8)
- Todd Caldwell – hammondorgel (spår 2)
- Steve DiStanislao – trummor (spår 1, 2, 4, 5, 6, 9, 11), percussion (spår 2, 4, 11)
- Marcus Eaton – akustisk gitarr (spår 1-7, 9, 11), bakgrundssång (spår 1, 2, 4-7, 9, 11), elektrisk gitarr (spår 4), elektrisk sitar (spår 4), 12-strängad akustisk gitarr (spår 8)
- Shane Fontayne – elektrisk gitarr (spår 2, 4, 6, 7, 9), basgitarr (spår 7), percussion (spår 7) , bakgrundssång (spår 7)
- Mark Knopfler – elektrisk gitarr (spår 1)
- Wynton Marsalis – trumpet (spår 3)
- Kevin McCormick – basgitarr (spår 2, 6), fretless bas (spår 3)
- James Raymond – piano (spår 1, 2, 5, 6, 9, 10, 11), Fender Rhodes (spår 1, 3, 11), synthesizer (spår 1, 4, 5, 6, 9, 10, 11), syntbas (spår 1, 4, 5, 7, 9, 10), virtuell pedal steel (spår 1), percussion programmering (spår 1), bakgrundssång (spår 2, 5, 9), trummprogrammering (spår 4, 7, 9, 10), samplad akustisk och elektrisk gitarr (spår 4), samplad akustisk gitarr (spår 10)
- Leland Sklar – basgitarr (spår 11)
- Steve Tavaglione – EWI (spår 10), sopransaxofon (spår 11)

Produktion
- David Crosby, James Raymond – musikproducent
- Daniel Garcia – musikproducent, ljudtekniker, ljudmix, foto
- Bil Lane, Eddy Santos, Glen Suravech, Rich Tosi – ljudtekniker
- Kevin Madigan – ljudtekniker (orgel, spår 2)
- Jeffrey Jones – ljudtekniker (trumpet, spår 3)
- Doug Sax, Robert Hadley – mastering
- Brian Porizek – omslagsdesign
- Marcus Eaton, Buzz Person – foto